# Чесноков, Николай Ермолаевич
Николай Ермолаевич Чесноко́в (8 августа 1905, Вязники, Владимирская губерния — 20 марта 1982, Москва) — советский государственный деятель, министр лёгкой промышленности СССР (1947—1948) .

## Биография
В 1936 г. окончил Московский текстильный институт по специальности инженер-механик.
С июня 1919 г. — разнорабочий фабрики «Парижская коммуна» в г. Вязники.
С сентября 1922 г. — учащийся Вязниковского текстильного техникума.
С мая 1926 г. — помощник мастера льнопрядильной фабрики им. «Победа» Владимирской губернии.
С апреля 1927 г. — на прядильно-ткацкой фабрике им. ВЦИК Владимирской губернии: помощник мастера, мастер, главный инженер, исполняющий обязанности директора.
- 1936—1937 гг. — инженер Льнопроекта наркомата легкой промышленности СССР.
- 1937—1940 гг. — главный механик шелково-ткацкого комбината им. А.Щербакова, г. Москва.
- 1940—1943 гг. — начальник отдела, заместитель наркома текстильной промышленности СССР.
- 1943—1947 гг. — заместитель Председателя Совета Народных Комиссаров (с июня 1946 г. — Совета Министров) РСФСР.
- 1947—1948 гг. — министр легкой промышленности СССР.
- 1948—1950 гг. — первый заместитель министра легкой промышленности СССР.
- 1950—1953 гг. — первый заместитель министра хлопководства СССР.
- 1953—1954 гг. — министр местной и топливной промышленности РСФСР.
- 1954—1955 гг. — министр местной промышленности РСФСР.
- 1955—1957 гг. — заместитель Председателя Совета Министров РСФСР.
- 1957—1958 гг. — заместитель председателя Госплана РСФСР — министр РСФСР.
- 1958—1963 гг. — начальник отдела легкой промышленности Госплана СССР.
- 1963—1975 гг. советник по легкой промышленности постоянного представителя СССР в Совете Экономической Взаимопомощи.

Член ВКП(б) с апреля 1931 г. Депутат Верховного Совета РСФСР 2, 4 созывов.
С декабря 1975 г. персональный пенсионер союзного значения.

## Награды и звания
Награждён двумя орденами Ленина, двумя орденами Трудового Красного Знамени, двумя орденами «Знак Почета».